# الحركة النسائية في أمريكا اللاتينية ومنطقة البحر الكاريبي
يعد مؤتمر الحركة النسائية في أمريكا اللاتينية ومنطقة البحر الكاريبي سلسلة من المؤتمرات التي بدأت في عام 1981 لتطوير الشبكات بين منطقة امريكا اللاتينية والبحر الكاريبي. كان التركيز الرئيسي للمؤتمرات هو مناقشة وتقييم كيف يمكن القضاء على تهميش المرأة واضطهادها في ضوء النظم الاقتصادية والسياسية القائمة عن طريق تشكيل شبكات واستراتيجيات لخلق بدائل للمعايير الحالية. في أوقات الجدل، استكشفت المؤتمرات المختلفة ماذا تعني النسوية، سواء كانت حركة شاملة أو مقيدة بالطبقة الاجتماعية، تكوين عرفي أو جنسي. سواء كانت متشددة أو سلبية، سواء كانت سياسية اجتماعية أو اقتصادية، سواء كانت مصممة للعمل خلال الأنظمة الأبوية أو لازمة لإنشاء أنظمة جديدة، وحتى إذا كان قبول التمويل يبطل كونه نسوي. ظهرت مبادرات مهولة تعترف بمجموعات متنوعة من النساء مثل النساء السود والسكان الأصليين، والنساء المثليات، ومختلف المجموعات الثقافية والاقتصادية من خلال الحوارات.كانت المؤتمرات محاولة مستمرة للتفاوض حول الاستراتيجيات في محاولة لتغيير جداول أعمال السياسة على مستوى المنطقة تجاه النساء.

## التاريخ
في 1975 وافقت الأمم المتحدة على الاحتفال بالسنة الدولية للمرأة. كجزء من الاحتفالات عقدوا اول مؤتمر عالمي للمرأة في 1975 في مدينة المكسيك. في ذلك الاجتماع، كان من المقترح ان العقد التالي معلن كعقد الامم المتحدة للمرأة في متابعة الاجتماعات وتقييم المعقودة في 1980 و 1985 . اعتمدت الجمعية العامة خطة عمل عالمية مع اهداف موصى بها للحكومات لدمج مساواة المرأة التنمية والمشاركة في مبادرات السلام. لأول مرة، قام الجمع المؤسسي داخل الأمم المتحدة بتقييم مدى مشاكل المرأة وظروفها في دول مختلفة، وبالتحديد فصل البيانات حسب الجنس لتوضيح مستوى عدم المساواة والتمييز ضد المرأة. وكان أيضا واحدا من اولى الاجتماعات الدولية لمثليات الجنس من دول وثقافات متعددة. أتت المواقف داخل الدول الأعضاء والأمم المتحدة نفسها تتغير كنتيجة للتركيز على النساء من خلال المؤتمر. ربط المؤتمر النساء بنساء اخرين في نضالهن، بالإضافة إلى زيادة الفهم الحكومي لاحتياجات النساء المكونات. بدوره، دى ذلك إلى زيادة عدد الناشطات النسويات في جميع أنحاء العالم، وتطوير الاجتماعات النسوية في أمريكا اللاتينية والبحر الكاريبي.
قاد كفاح النساء المتنوع في جميع أنحاء أمريكا اللاتينية ومنطقة البحر الكاريبي في سبعينيات القرن الماضي إلى رفض النسوية ودبلجة الحركات النسائية باعتبارها نتوء برجوازي للإمبرياليين. إن إساءة معاملة النساء من قبل الأنظمة العسكرية في أمريكا اللاتينية خلال العقد بين 1970 و 1980 بالإضافة إلى تجربة استعمارية واستعمارية جديدة جعلت النساء يعيٍن أن قضايا النوع الاجتماعي تحتاج إلى إعادة النظر فيها كتحديات لحقوق الإنسان. تم تصور الاجتماعات كوسيلة للنساء لتبادل وجهات نظرهم المتنوعة وخلق استراتيجيات بديلة للتعامل مع التهميش الذي عانوا منه في الهياكل المجتمعية الأبوية والذكورية التي عاشوا فيها. تم تكريس مؤتمرات لتطوير إستراتيجية لمعالجة عدم المساواة الاجتماعية، وتداعيات الاستعمار والنيوكولونية الجديدة والقمع السياسي والعنصرية والتمييز الجنسي. على أمل خلق طرق جماعية جديدة للتعامل مع الصحة والتمثيل السياسي والفقر والعنف واختفاء أصوات النساء. من الناحية الإيديولوجية، كان هناك اعتراف بأن حقوق المرأة تم تقليصها في كل من النظم الرأسمالية والاشتراكية. أصبح السؤال هو ما إذا كان على المرء أن يحاول العمل ضمن نظام قائم لتحسين وكالة المرأة، أو الدعوة إلى التغيير خارج أي مجال سياسي موجود.

## اللقاء الأول، بوغوتا، كولومبيا 1981
عقد اللقاء الأول في بوغوتا في عام 1981 مع 200 نسوية يمثلن خمسين منظمة غير حكومية من الارجنتين، البرازيل، تشيلي، كولومبيا، كوراساو، جمهورية الدومينيكان، الإكوادور، بنما، بيرو، بورتوريكو، وفنزويلا. في هذا الاجتماع التأسيسي، كان من المهم لدى النساء مناقشة كيفية تعريف النسوية. من ناحية كانت هناك مجموعات ترفض النسويات كصفوة دون تفهم للواقع السياسي والاجتماعي للنساء من الطبقة المتوسطة والمنخفضة. ومن ناحية أخرى، كان هناك سياسيين أو متشددين سياسيين. يُنظر إليهم على أنهم يساريون راديكاليون يعتزمون استمرار الثورات التي ظهرت منها مختلف البلدان مؤخراً. جادل النسويون بأنهم لم يركزوا على الحصول على أهداف عملية (أنثوية)، لكن بالاحرى ارادوا التركيز النسوي الاستراتيجي وثيق الصلة. أكد المسلحون أن الطريقة الوحيدة للوصول إلى جميع النساء هي «تنظيم الأحزاب اليسارية والتعبئة الثورية».
عكست الانقسامات من طرق مختلفة الانقسامات الجيوسياسية للحرب الباردة حول ما إذا كان الاقتصاد أوالعنصرية أوالتمييز الجنسي هو العامل الأكثر أهمية في تبعية المرأة. وهذا بدوره ادى إلى مناقشة ما إذا كانت الانظمة الموجودة تحتاج إلى اصلاح، عن طريق إضفاء الطابع المؤسسي على المثل النسوية، أو ما إذا كانت القضايا النسوية تحتاج إلى البقاء خارج المجال السياسي والحفاظ على استقلاليتها وتركيزها بدلا من التركيز على تحويل سياسات اليساريين الذكور لتشمل النساء. لم يتم حل المواقف المستقطبة في المؤتمر، مما ادى إلى جدل اضافي في بيرو، ومع ذلك، تعهد حاضرو المؤتمر  بتكريم شقيقات ميرابال والاحتفال بتاريخ 25 نوفمبر باعتباره يومًا للتجمع ضد العنف ضد المرأة والذي ستخصصه الامم المتحدة لاحقا كيوم عالمي للقضاء على العنف ضد المرأة في عام 1995.

## اللقاء الثاني، ليما، بيرو، 1983
تم عقد الاجتماع الثاني في ليما في الفترة من 19 إلى 22 يوليو 1983. وتوقعًا لحشد من 300 مشارك فوجئ المنظمون عندما وصلت أكثر من 600 امرأة. تحتوي المجموعة ممثلين من من الأرجنتين والبرازيل وبوليفيا وشيلي وكولومبيا والجمهورية الدومينيكية والإكوادور والمكسيك وبورتوريكو، بالإضافة إلى الكثير من النساء اللاتي يعشن في المنفى في إنجلترا وإسبانيا وسويسرا والولايات المتحدة. بناءً على موضوع «البطريركية في أمريكا اللاتينية». شملت المواضيع التنمية الاقتصادية؛ التمكين؛ عائلة؛ التاريخ النسائي والأدب والبحوث؛ الصحة؛ عنف جنسي والجنس. على الرغم من عدم التخطيط لبرنامج محدد لمعالجة قضايا السحاقيات ومرض الخوف من المثليين، نظمت مجموعة من السحاقيات ورشة عمل حضرها حوالي 200 مشارك. كانت واحده من أول المنتديات على مستوى المنطقة حيث كانت القضايا مفتوحة للنقاش وخلقت اساسيات لربط مثليات لاتينا في شبكات الدعم للعمل من اجل ادراجها. ظهر موضوع آخر غير مخطط له مع مشاركة المنفيين وخطاب من سجين سياسي من بوليفيا. توسع النقاش ليشمل السيدات اللاتي تم التحرش بهن والمعتقلات لمحاولتهن تنظيم العمال.
كما هو الحال في المؤتمر السابق، اثار الاستقطاب بين ما إذا كان ينبغي للمرأة أن تخلق مساحات خاصة بها أو تتكامل مع مساحات هيمنة الذكور نقاشا وكان هناك نقاش عن ما إذا كانت الكلاسيكية و الحاجة إلى القضاء على النضال في التسلسل الهرمي الاجتماعي مهم أكثر من الصراع بين الجنسين. لان التصور بقي على ان النسويات يمثلن البيض والميستيزا, وقيم الطبقة الوسطى، تندلع الصراعات مع هؤلاء الذين يشكلن غالبية النساء العاملات في الحركة، أي الفقراء والطبقة العاملة والسكان الأصليين، الأفرو الكاريبيين أوالأفرو لاتينا. اضطهاد الدولة والفقر المتفشي سيس الكثير من النساء اللاتي تم تجاهلهن مسبقن في الدفاع عن حقوق المرأة. استجابة لوضعهم الاقتصادي الاليم وانتهاكات حقوق الإنسان والقمع السياسي، طالبت هذه الدوائر الأكثر راديكالية بالسماع لها وإدراجها في الاستراتيجيات.

## اللقاء الثالث، بيرتيوجا، البرازيل، 1985
تم عقد اللقاء الثالت في  بيرتيوغا, وهي بلدية في ولاية ساو باولو في عام 1985. حضر ممثلون من أربعة عشر بلداً من أمريكا اللاتينية، وكذلك من كندا وأوروبا وجزر الأنتيل الهولندية والولايات المتحدة الأمريكية بحضور أكثر من 850 امرأة.Latin American and Caribbean Feminist Encuentros#cite note-FOOTNOTEBlasius200182-22 يأتي في منتصف أزمة ديون أمريكا اللاتينية, وتدخل وكالة المخابرات المركزية والمشاركة العسكرية الأمريكية في أمريكا اللاتينية ومنطقة البحر الكاريبي توترات كانت عالية في المؤتمر. تم طرح مسألة التضمين في المقدمة عندما وصلت مجموعة من نساء مدن الأكواخ من ريو دي جانيرو وطلبن قبولهن دون دفع رسوم التسجيل. ظن البعض أنهم قد أُمروا بالحضور للإدلاء ببيان سياسي حول الإقصاء. على الرغم من الخلافات، كان هناك برامج دمجية اضيفت إلى جدول الأعمال العام مثل ورش العمل التي عقدت لأول مرة حول العنصرية وأخرى عقدت لمناقشة نيكاراغوا والثورة الساندينية. أدرجت السحاقية كجزء من برامج المؤتمرات الرسمية وعقدت سلسلة من ورش العمل حول قضايا السحاقيات. خارج المؤتمر، ولدت فكرة النسوية الأولى لسحاقيات أمريكا اللاتينية ومنطقة البحر الكاريبي. خطط لهذا الحدث ليحدث في كويرنافاكا ، المكسيك ، قبل أسبوع من اللقاء الرابع.

## اللقاء الرابع، تاكسكو، المكسيك، 1987
تم عقد اللقاء الرابع في تاكسكو, بولاية غيريرو المكسيكية في عام 1987 وحضره أكثر من 1500 امرأة، الكثير منهن جاءوا من أمريكا الوسطى المجاورة وكانوا جديدات في مفاهيم النسوية. الجدل حول من كانت نسوية تكثف مع أولئك الذين لديهم تاريخ طويل في الحركة محبطون من عدم فهم الناشطين على مستوى القاعدة الشعبية الذين انضموا مؤخرًا إلى الحوار. وهؤلاء من الجانب المقابل من الجدال وضعو وثيقة توضح «أساطير الحركة النسوية»، والتي أصبحت اداة مهمة في النقاشات المستمرة حول الشمول. وشملت الأساطير العشرة: 1- لا تهتم النسويات بالسلطة. 2-تمارس النسويات السياسة بطرق أخرى. 3-  كل النسويات متسويات. 4- النساء بطبيعتهن متحدات بسبب جنسهن. 5- لنسوية ليست سوى سياسة للنساء تجاه النساء. 6- الحركة ليست سوى مجموعة صغيرة من النساء. 7-وجود مساحات محددة لضمانات النساء ستكون عمليات إيجابية. 8- تدافع النسويات لكونهن امرأة. 9-النسوية الشخصية هي سياسية تلقائيًا. و 10- الإجماع في الراي هو الديمقراطية.
بتكرار خلافاتهم ومناقشتها، كان هناك ادراك ان الاساطير هي مصدر الإحباط وأن تنوعها لا يقسم بالضرورة غرضها. من خلال الاعتراف بأنه لم يكن من الضروري بالنسبة لهم اختيار مسار الهيمنة ولا مسار متجانس، فقد تمكنوا من حل الاختلافات بينهم والاعتراف بأن الحركة النسائية لم تكن مفهوما يمكن أن تستحوذ عليه أو تملكه أي مجموعة واحدة وأن هذا الشمول العظيم وسع نطاقهم.

## اللقاء الخامس، سان برناردو، الأرجنتين، 1990
تم عقد اللقاء الخامس في سان برناردو ديل تويو في عام 1990 بوجود حوالي 3200 مشارك.كان هناك زيادة ملحوظة في عدد شبكات الإنترنت في جميع انحاء المنطقة تؤكد استراتيجيات الهوية حلت محل المناقشة السابقة عم إذا كانت النسوية يجب ان تتحرك في اتجاه المجموعات المستقلة ذاتيا. كانت الشبكة النسوية للسحاقيات التي تشكلت في مؤتمر سابق وشبكة النساء السود في أمريكا اللاتينية ومنطقة البحر الكاريبي التي تشكلت في سان برناردو، من المنظمتين التي تسعى لبناء التضامن مع الحركة النسوية عن طريق معالجة المناطق المحددة بالتهميش. نظمت من قبل أرجنتينيون وأوروغواييين، خطط للحدث ليجري في قاعة الاتحاد في الاتحاد الأرجنتيني لعمال الضوء والطاقة. لكن تم إلغاء المكان فجأة لأسباب سياسية. وبدلاً من ذلك فتح المجتمع أبوابه للمراكز التجارية والصالات الرياضية والمقاهي ولوبيات الفنادق وقاعات الاجتماعات للتسهيل النساء.
كان محور الاجتماع هو التحديات والرد على تلك التحديات للنسوية في التسعينيات، مع الاعتراف بأن التنوع أغنى الحركة، لكنه بدوره تسبب في تعقيد وصراعات. موضوعات محددة حول بناء الجسور مع فاعلين اجتماعيين اخرين ومنظورات سياسية واستراتيجية. هذه المواضيع الرئيسية ادت إلى المناقشة حول قضايا متنوعة تضم الثقافة، والحياة اليومية، والتعليم، والاقتصاد، والصحة، والهوية، والعمل، والسلطة، والجنس، وغيرها من القضايا. أحد أكثر التحديات المركزية التي تمت معالجتها كان العنف ضد المرأة وعقدت مسيرة في 24 سبتمبر لدعم موقف مناهض للعنف. بعد أربعة أيام، حشدت مسيرة ثانية شارك فيها أكثر من خمسة آلاف امرأة لإعلان يوم 28 سبتمبر كيوم الحق في الإجهاض. ودعوا ليس فقط إلى عدم تجريم الإجهاض، ولكن أيضًا لإلغاء القوانين التي تعاقب النساء اللاتي تعرضن للإجهاض.

## اللقاء السادس، كوستا ديل سول، السلفادور، 1993
تم عقد اللقاء السادس في كوستا ديل سول، السلفادور في عام 1993، وعانى من محاولات الفصائل المحافظة في السلفادور لإغلاق المؤتمر. زعمت مجلة يمينية تسمى جينت أن جميع المشاركين كانوا مثليات و «ربما مصابون بالإيدز» وأن العديد من المشاركين تلقوا تهديدات بالقتل. على أي حال؛ ظهر المشاركون البالغ عددهم 1500 شخص، ولم تقع حوادث عنف. وكانت محاولة وقف اللقاء لها أثر عكسي، جلبت الدعاية والاعتراف لنضال المرأة من أجل المساواة وحياة خالية من العنف. لأول مرة، حضرت نساء الكاريبي الأفرو. كما فعلت نساء الشعوب الأصلية في الأنديز.من خلال ورش العمل المختلفة، ركزت النساء على طرق لدمج تنوع المرأة في بناء الحركة والسبل للعمل داخل وخارج النظم الأبوية.
وجود فكرة ما إذا كانت قضية  النسوية ورائها حركة نخبوية تذكر المشاركون الانقسام عندما عانت النساء من الفقر. اشتكت البيئات الريفية من أماكن الإقامة الفاخرة . بالإضافة إلى ذلك، بعد انتهاء الحرب الأهلية السلفادورية بفترة وجيزة، عادت الدوغماتية الثورية إلى الظهور وعمل المنظمون على استعادة الأرض بشأن الشمولية. ومن التطورات الرئيسية في المؤتمر مناقشة الإعداد للمؤتمر العالمي  للمرأة ، 1995 الذي سيعقد في بكين. العديد من المشاركين في اللقاء غير مدركين لعقد الأمم المتحدة للمرأة وكانوا خائفين من قبول أموال من الوكالة الأمريكية للتنمية الدولية لحضورها. بالنظر إلى سياسات الولايات المتحدة غير التقليدية في أمريكا اللاتينية في الماضي. كانوا متفقين على أن زعيم منتدى المنظمات غير الحكومية لا ينبغي أن يكون سيدة الأعمال الشيلية المحافظة التي تم تعيينها لرئاسة النقاش اللاتيني في بكين، لكنهم لم يكونوا متفقين مع الطريقة التي ذهب بها بعض الأعضاء لاستبدال التشيلي بنسوية دون جلب الترشيحات للمجموعة ككل. بشكل عام، كان الحماس للمشاركة في بكين عالياً وترك المشاركون المؤتمر لوضع خطط للحضور.

## اللقاء السابع، قرطاجنة، تشيلي، 1996
عقد اللقاء السابع في قرطاجنة ، تشيلي في عام 1996 وكان أفضل عن طريق النضالات الداخلية. كانت هناك مجموعة صغيرة من النسويات المستقلات، بدلاً من النساء العاملات داخل المؤسسات، كانت مسؤولة، حيث أن مجموعة واسعة من النسويات الشيليات لم يكن يرغبن في العمل مع اللجنة المنظمة.قاطع المؤتمر غالبية النسويات التشيليات وكان الحضور أقل بكثير من الأحداث التي سبقته. تختلف التقديرات بحسب المشاركة، لكن بشكل عام توافق على أنه كان هناك أقل من 700 مندوب، بشكل رئيسي لأن المجموعة المنظمة رفضت تضمين أي شخص تعتبره غير نسوي بما فيه الكفاية، وتمييز أولئك الذين اندمجوا مع المنظمات الحكومية أو شكلوا منظمتهم رسميًا. باعتبارها عمليات بيع للبطريركية والرأسمالية.
تم اختيار ثلاثة مواضيع، الأطر السياسية والفلسفية. الخفاء والتمييز. واستراتيجيات التغيير؛ ومع ذلك، فقد اعتبر الكثيرون صلابة المنظمين، والسماح للقراءة فقط للأوراق المعدة دون مناقشة أو مشاركة، على أنها تنتهك روح اللقاء. انقسمت مجموة من 300-400 مرأة من جلسات المناقشة المصممة لتشكل مجموعة ثالثة اطلقت على نفسها اسم لا واحده أو أخرى وحاولت العثور على طريقة لحل الاستقطاب إلى هذه المجموعة، سواء كانت منظمة غير حكومية قد حصلت على تمويل أم لم تكن، أو كانت رسمية أو غير رسمية، كانت غير مهمة، إذا كان بإمكانها المضي قدماً باتجاه تحويل حياة المرأة والمجتمع. الأسلوب القتالي الذي يتمتع به المستقلون وهجماتهم الشخصية يحظر النقاش حول القضايا التي يهتم بها غالبية المشاركين. على الرغم من الانقسامات، فقد تم التخطيط لمؤتمر آخر لمدة ثلاث سنوات.

## اللقاء الثامن، خوان دوليو، جمهورية الدومينيكان، 1999
عقد المؤتمر الثامن في جوان دوليو في الجمهورية الدومينيكية في نوفمبر 1999. دفع المنظمون الانشقاق في المؤتمر السابق إلى الخلفية، مع التركيز بدلاً من ذلك على بناء الصداقة الحميمة للمرأة. بالتركيز على القيم الأنثوية والتفاعل الثقافي الديناميكي، بما في ذلك المسرح والرقص والفن، تمكن منظمو الدومينيكان من سد الفجوات. بالإضافة إلى ذلك، جمع المؤتمر، الأول من نوعه بمشاركة واسعة من نساء الكاريبي غير اللاتينيات ما يقرب من 1300 مشارك لمناقشة موضوعات هيمنة المرأة، ديناميات علاقات القوة، وتشكيل تحالفات إقليمية.
كانت مشاركة «قصتها» وهدف منظمي الدومينيكان في توفير مساحة لكل من أراد تجربة وقت مشترك مع نساء أخريات وأولئك الذين أرادوا وضع إستراتيجية بمثابة عملية معافاه للمشاركين. شعر بعض المشاركين الهايتيين أنهم مهمشون بسبب عدم كفاية خدمات الترجمة في المؤتمر. ولكن في لهجة المصالحة، تم توزيع الالتماسات للاحتجاج على ترحيل المهاجرين الهايتيين. كما أشارهذا اللقاء إلى الفجوة بين أعضاء الأنجلو والفراكوفون والكاريبيين اللاتينيين، ليس فقط من حيث اللغة، ولكن من حيث الإدماج والمغتربين، حيث أنه فتح محادثة حول ما إذا كان يُنظر إلى الكاربيين الذين يعيشون في الخارج على أنهم من النخبة.

## اللقاء التاسع، بلايا تامبور، كوستاريكا،2002
أقيم الاجتماع التاسع في بلايا تامبو كوستاريكا من الأول إلى الخامس من ديسمبر 2002 متحدثا عن «المقاومة النشطة  ضد العولمة النيوبرالية»، وحضر الحدث 820 سيدة ممثلات ل 20 دولة في المنطقة، وكما حدث في الاجتماع السابق كان هناك مشاركة ضعيفة من جزر انجلو وفرانكو الكاريبية والمفاجئ هو الحضور الصغير لنساء السكان الاصليين، وتعلم المنظمون من المؤتمر السابق حيث قاموا بتوفير خدمات الترجمة من الاسبانية إلى الإنجليزية، والفرنسية، والبرتغالية.
في جميع الجلسات الجماعية، ولأول مرة تم اتخاذ حدو جديد في تمويل المؤتمر على لم تكن الرسوم هي المصدر الاساسى للإيرادات ولكن مثلت ثلثها فقط.
فالأول مرة منظمات تمويلية مثل التمويل والماما كاش واليو.ني. في. ام. وأخريات. تحملو ثلث التكلفة بينما قام الثلث الأخير على التبرعات.
وقد قامت النساء بتقييم الجوانب السلبية والإيجابية للعولمة، ومد النساء بالفرص ولكن قاموا بإيذاى هم.
في نفس اللحظة، على سبيل المثال تكنولوجيا الاتصالات المحسنة سمحت للنساء بالحصول على تواصل أكبر مع نظيراتهم ونشر رسالتهم لكن من الصعب عليهم ايجاد تمويل لمبادراتهم. فسياسيا، واقتصاديا لقد لاحظوا المعايير المزدوجة باستخدام الموارد المالية ليدعموا النزاع والتحسين المجتمعى في نفس الوقت فمشكلة السياسات التي تعزز النظام الابوى والتأثير المستمر للفقر والجهل وتزيد الدين القومى الناتج عن الليبرالية أنها تفاقمت.

## اللقاء العاشر، سيرا نيجرا، البرازيل، 2005
تم عقد اللقاء العاشرة في سيرا نيجرا في عام 2005، وكان يتألف من أكثر من 1250 مشاركًا من 26 دولة. كان موضوع الحدث «تطرف الحركة النسائية ، تطرف الديمقراطية» وتقييم ما إذا كانت الديمقراطية يمكن أن تقضي على التمييز وعدم المساواة ببنية أبوية. كان هناك نقاش حول كيفية التعامل مع هويات مثل الأسود ، مختلطى العرق ، مثليه ، من بين أمور أخرى هو بيان سياسي ، تتحدى المعايير الثقافية. إن الاعتراف بالهوية هو التمكين ويؤدي إلى الألم. إن إدراك أن الشعب وعد الحكومة بالديمقراطية ، مما أدى إلى إقصاء النساء ، مما أدى إلى إفقار غير متناسب وأدى إلى التمييز ، والذي لا يمكن إزالته إلا إذا شاركت المرأة بنشاط وطالبت باستقلاليتها.
كان هذا أول مؤتمر يناقش بتعمق تنوع العمر والعرق والعرق والهوية الجنسية وكيف تغير هذه الاختلافات التعقيدات التي تنطوي عليها تطوير إستراتيجية نسوية. شمل النقاش تقييم العنصرية النسوية ، والسلطة ، وتمثيل الموضوعات البحثية وموضوعها. كان هناك أيضًا اعتراف بأن حقوق المرأة ، أو حتى حقوق الإنسان، على النحو المحدد في الثقافة السائدة ، تمارس في مجال الاستبعاد. بسبب الطبيعة الأبوية للحقوق والقانون ، فإن الرجال هم فقط الذين يتمتعون بحماية قانونية كاملة. التحدي الذي يواجه النسويات هو تطوير وسائل حماية استقلالهن وحقوقهن الجماعية.

## اللقاء الحادي عشر، مكسيكو سيتي، المكسيك 2009
عقد اللقاء الحادي عشر في مدينة مكسيكو في الفترة من 16 إلى 20 مارس 2009. بحوالي 1600 مشارك. طرح فيها العديد من القضايا من القاءات السابقة في المقدمة، بما في ذلك جلسة ناقشت فيها نساء الشعوب الأصلية موضوع اعتراضهن. بالإضافة إلى قضايا الاستقلال الذاتي وقبول التمويل من الوكالات الحكومية ذات النوعية الدينية.
ومن القضايا الجديدة في المؤتمر إدراج النساء المتحولات جنسيا والتي شعر البعض أنه قد تم إدراجها دون مساهمة من المجموعة الجماعية ومسألة استخدام العنف الجنسي لإخضاع المعارضة في النزاعات المسلحة. لم يكن نبذ قتل النساء والعنف المستمر ضد النساء موضوعًا جديدًا ، لكن وضع استراتيجيات لحماية النساء في حالات الصراع والحفاظ على دفن الوضع أصبح نقطة محورية.

## اللقاء الثاني عشر، بوغوتا، كولومبيا، 2011
تم انعقاد الاجتماع الثاني عشر في مدينة بوغوتا منذ الثالث والعشرين من نوفمبر حتى السادس والعشرين في عام 2011 بحضور حوالي 1200 شخص. والمرة الأولى انقسمت المجموعة للمدافعين عن حقوق المرأة المستقلين يحضرون الجلسات من 18 نوفمبر إلى 21 نوفمبر ، ثم الاجتماع التقليدي في باقي المدة بحضور المنظمات المدافعة عن حقوق المرأة وكذلك المدافعين المستقلين. والمواضيع التي تم طرحها هي تضمين النساء المتحولات، الإجهاد ، الصراع المسلح ، الطبقة الاجتماعية ، علم البيئة ، العرق ، اللاجئيين والجنسية ضمن المواضيع العديدة التي تم طرحها.
والنقاش المستمر حول إذا كان التمويل من المؤسسات القائمة على الرجال يضعف من شأن الدفاع عن حقوق المرأة قد تم طرحه مجددا. والعديد فد رأى ان  طالما وجدت الشفافية فان استخدام هذه المؤسسات كمصدر للتمويل لا يسوي النضال.

## اللقاء الثالث عشر، ليما، بيرو، 2014
اللقاء الثالثة عشر اُقيمت في ليما، واستمرت من22 حتي 25 نوفمبر من عام 2014. المواضيع المتناولة في الثلاث جلسات الرئيسية هي الثقافات المختلفة والمتقاطعة، حياه مستقرة، الهيئة والمنطقة. في كل جلسة كانت تعقد ندوة ويتم التناقش في محتوياتها.
تناولت الجلسات عدة مشاكل، منها كيفية محافظة المرء علي هويته والإنتاج الاقتصادي في حين محاولة النظام الذكوري للإقلال من مساهمات المرأة، حيث تنعقد مناقشة كاملة بين الجنسين عن حقوق المرأة، وايجاد المساواة بين الرجل والمراه، وحتي بين الإنسان والطبيعة، تهميش دور المرأة، المشاركة السياسية في المجتمع. دار النقاش حول التوافق بين افراد المجتمع حيث اظهرت دور المرأة في خلق إستراتيجية مؤثرة علي سكان الريف البسطاء وايضا المثقفون والاجناس المختلفة وجميع فئات المجتمع والسباقات مما جعله من اللازم وجود جميع الفئات المتنوعة في الجلسات. وكانت توجد في هذا المؤتمر مؤسسة كاملة لحقوق المرأة لأول مرة. وكانت توجد النية في المناقشة حول التعرف علي جنس العمال.
النوايا كانت موجودة، حيث كانت المرأة الافرو-لاتينية والافرو-كاريبية تشعر انها ليست من ضمن اهتمامات المناقشة. ومن المشاكل أيضا التي تم التعرض اليها إذا كان يجب اقامة اللقاءات القادمة في بوليفيا أم الأوروجواي. كلا الطرفين كان لهم مؤيدون ومعارضون، احدهم يدعي ان بولفيا سوف تسعي الي التشديد علي تهميش المرأة والجانب الآخر يري ان جميع النساء مُهمشين ولا يجب ان يتم تهميش أحد الاطراف دون الآخر.ومن التساؤلات التي تم طرحها كانت تتضمن التكلفة والترتيبات.وفي التصويت النهائي حصلت الاروجواي علي الموافقة.